# Heidegroeve (Valkenburg)

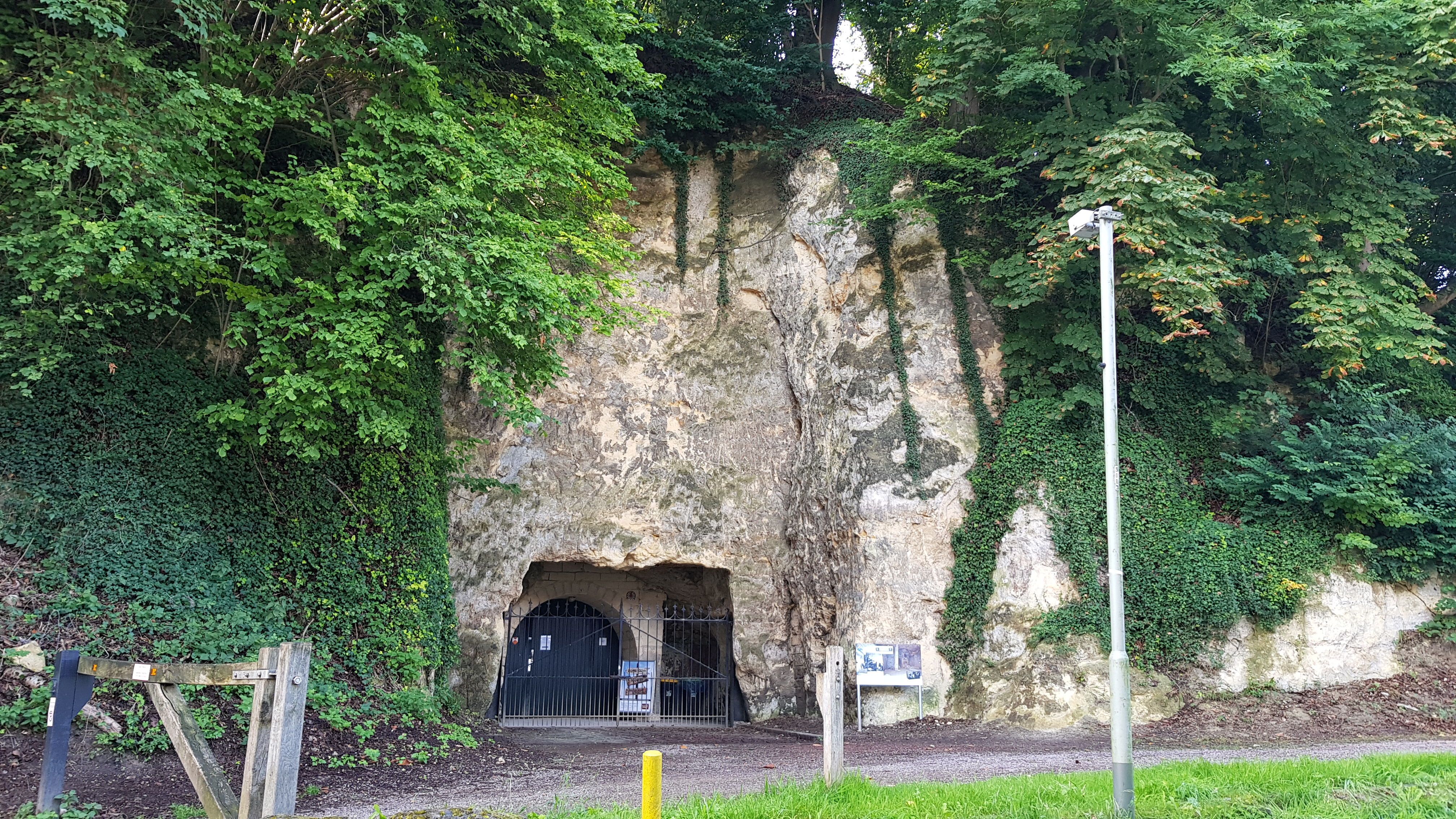
Hoofdingang van de Heidegroeve (oostelijke ingang) met uitsparing voor de niet aangelegde bunker

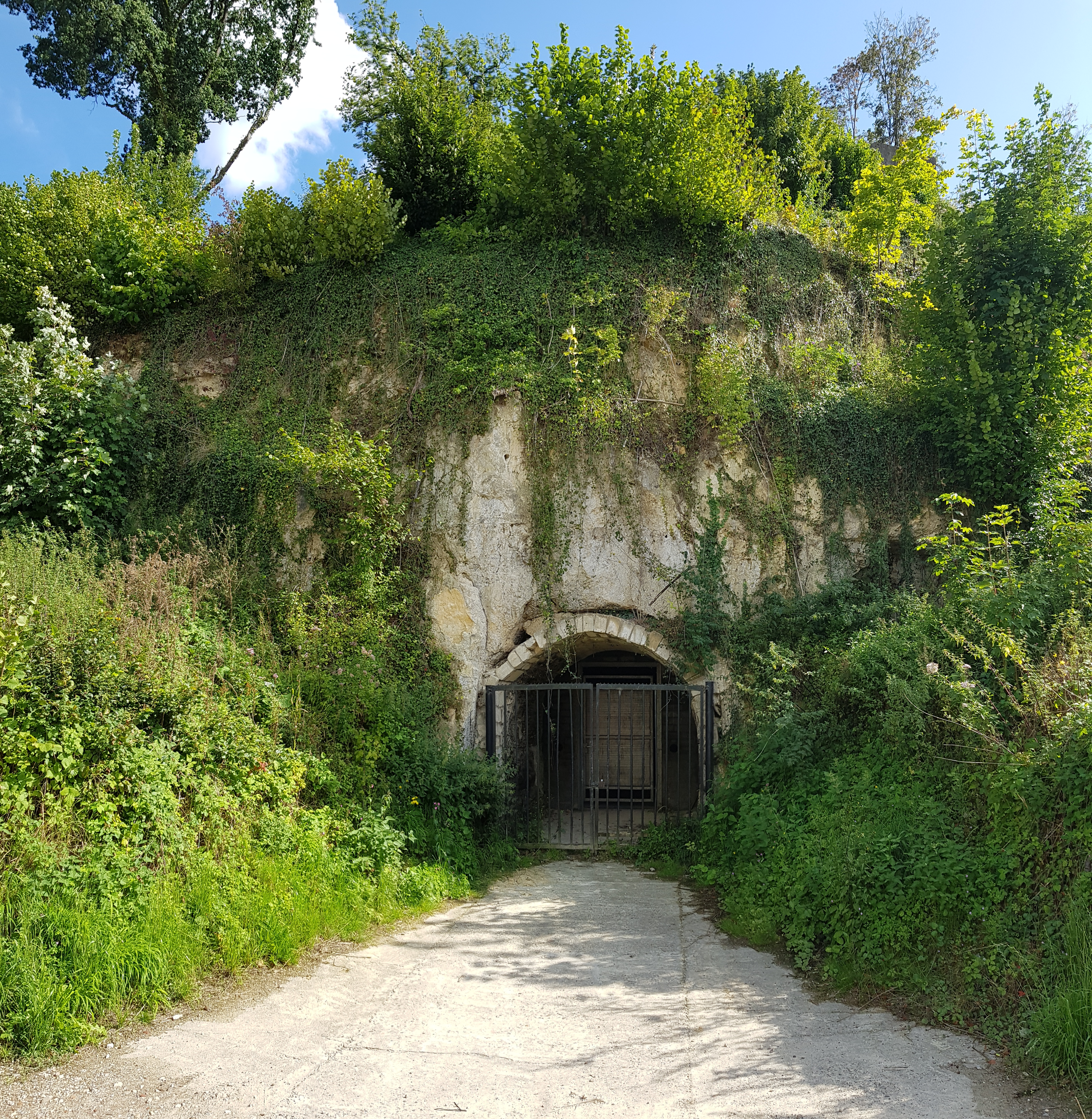
ingang van Heidegroeve (west)

De Heidegroeve of Groeve de Heide is een Limburgse mergelgroeve in de Nederlandse gemeente Valkenburg aan de Geul in Zuid-Limburg. De ondergrondse groeve ligt ten westen van Valkenburg aan de Plenkertstraat in Plenkert aan de rand van het hellingbos Polferbos op de noordelijke rand van het Plateau van Margraten in de overgang naar het Geuldal. Ter plaatse duikt het plateau een aantal meter steil naar beneden.
Op ongeveer 200 meter naar het westen liggen de Groeve Einde Plenkertweg, Pompstation Heytgracht en de Carolusgroeve en naar het oosten liggen de vuursteenmijnen van Valkenburg.
Bovengronds zijn er in het Polferbos nog vijf bunkers te zien die behoorden tot het complex van de ondergrondse fabriek in de Tweede Wereldoorlog.

## Geschiedenis
Tot in de 19e en 20e eeuw werd de groeve door blokbrekers voor kalksteenwinning gebruikt. Ook was ze in gebruik als champignonkwekerij.
In 1910 en 1912 werd er in een deel van de Heidegroeve de Romeinse Katakomben aangelegd, een replica van de Catacomben van Rome, aangelegd onder leiding van architect Pierre Cuypers.
Voor de Tweede Wereldoorlog was er in de Heidegroeve een champignonkwekerij gevestigd. De champignonkwekers hebben waarschijnlijk voor de ventilatie van de kwekerij vijf luchtschachten aangelegd.
In 1944 bouwden de Duitsers tijdens de Tweede Wereldoorlog een ondergrondse oorlogsfabriek in de Heidegroeve, waarvoor men bovenop de heuvel bunkers bouwde. De oorlogsfabriek was ingericht om 600 mensen in de dagploeg en 300 in de nachtploeg te laten werken. Om het probleem van de luchtvochtigheid en temperatuur aan te pakken werd in de groeve een klimaatbeheerssysteem met verwarmingsketels aangelegd zodat de fabriek verwarmd kon worden op kamertemperatuur. Voor deze verwarming bouwde men op de Cauberg een grote ketelhuisbunker waarin de grote verwarmingsketels werden geplaatst. Via een nieuw aangelegde zigzag lopende schacht van 46 meter hoog kon men van daar uitkomen in de grote machinekamer in de groeve. Deze schacht diende eveneens als nooduitgang voor het geval dat de ingangen die zich aan de Plenkertstraat bevinden versperd zouden raken. Ook legde men een ventilatiesysteem aan waarmee men vuile lucht afzoog en verse lucht aanvoerde. Ondergronds werd er ook een transformatorruimte uitgehouwen. De vuile lucht uit de transformatorruimte en verwarmingsinstallatie in de groeve werd via een (bestaand) afvoerkanaal afgezogen. Boven dit afvoerkanaal werd een grote bunker gebouwd (bunker C). Verder werden er bovenop vier (al bestaande) ventilatieschachten bunkers gebouwd (waarvan drie paddenstoelvormig) om te voorkomen dat vijandelijke projectielen in de groeve terecht konden komen. Voor de hoofdingang van de groeve aan de Plenkertstraat wilde men een bunker bouwen. Deze bunker werd nooit gebouwd door een tekort aan bouwmateriaal, maar in de mergelwand werd er wel een uitsparing gehouwen waar de bunker dan gebouwd had kunnen worden.
Op 23 juni 1988 vond er in de Heidegroeve een grote instorting plaats, waarbij ongeveer de helft van de groeve instortte. Daarbij ging de schacht vanuit de ketelhuisbunker verloren evenals de machinekamer in de groeve.
In 1995 werd het ketelhuis op de Cauberg afgebroken en werd er ter plaatse het gebouw van Holland Casino gebouwd.

## Groeve
De Heidegroeve is een middelgrote groeve van tweeënhalve hectare.
De beheerder van de groeve is de Gemeente Valkenburg. In 2017 werd de groeve op veiligheid onderzocht en werd deze goedgekeurd.

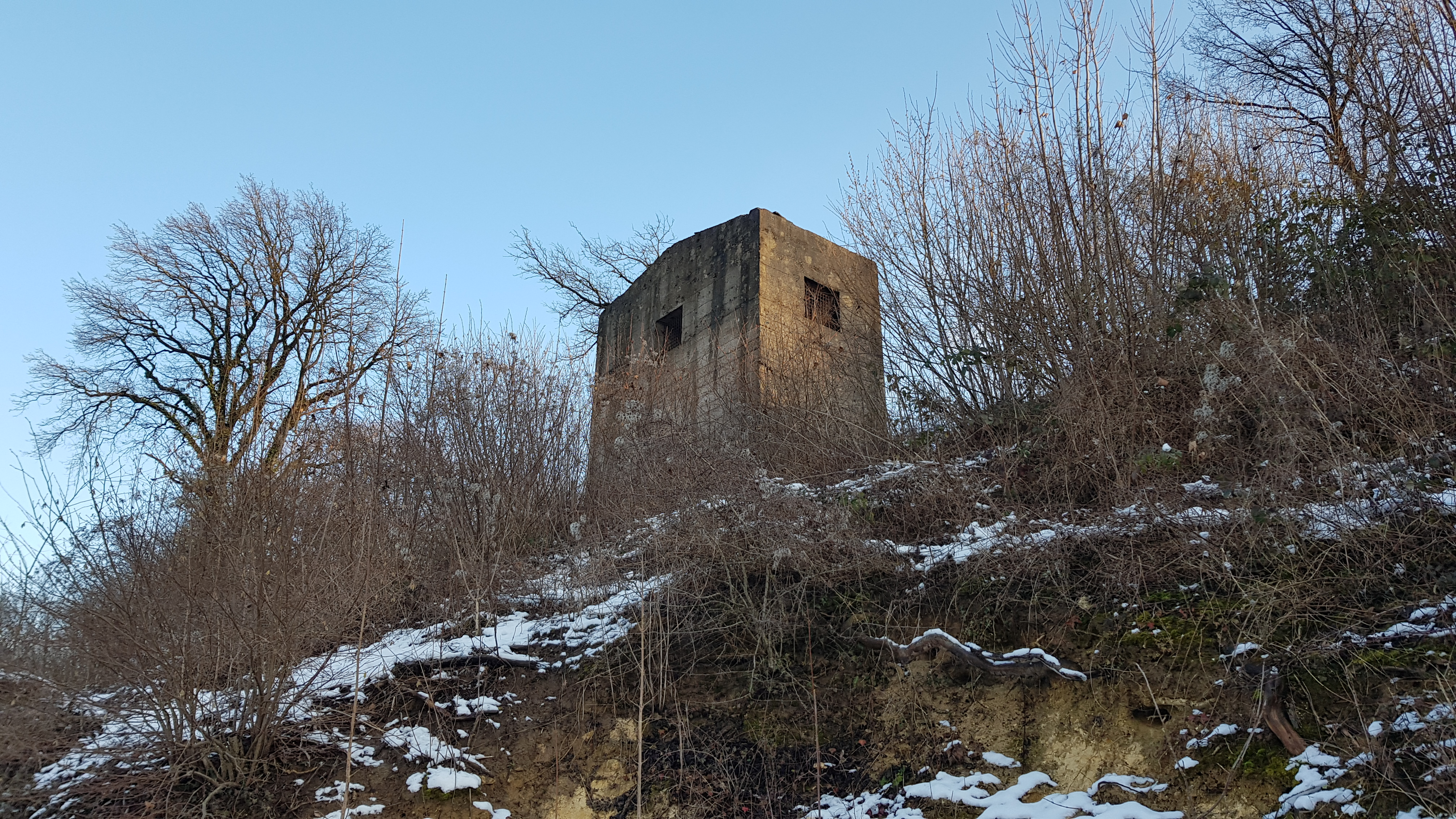
Bunker A
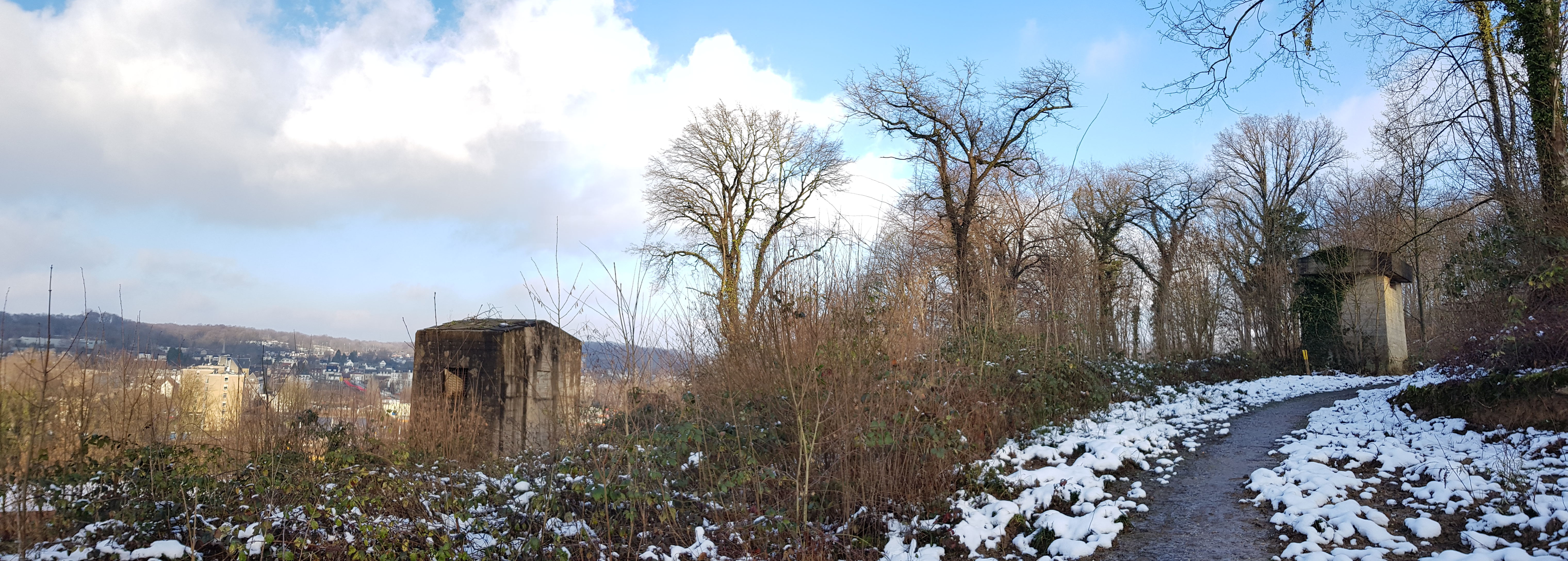
De twee noordwestelijke bunkers (A en B)
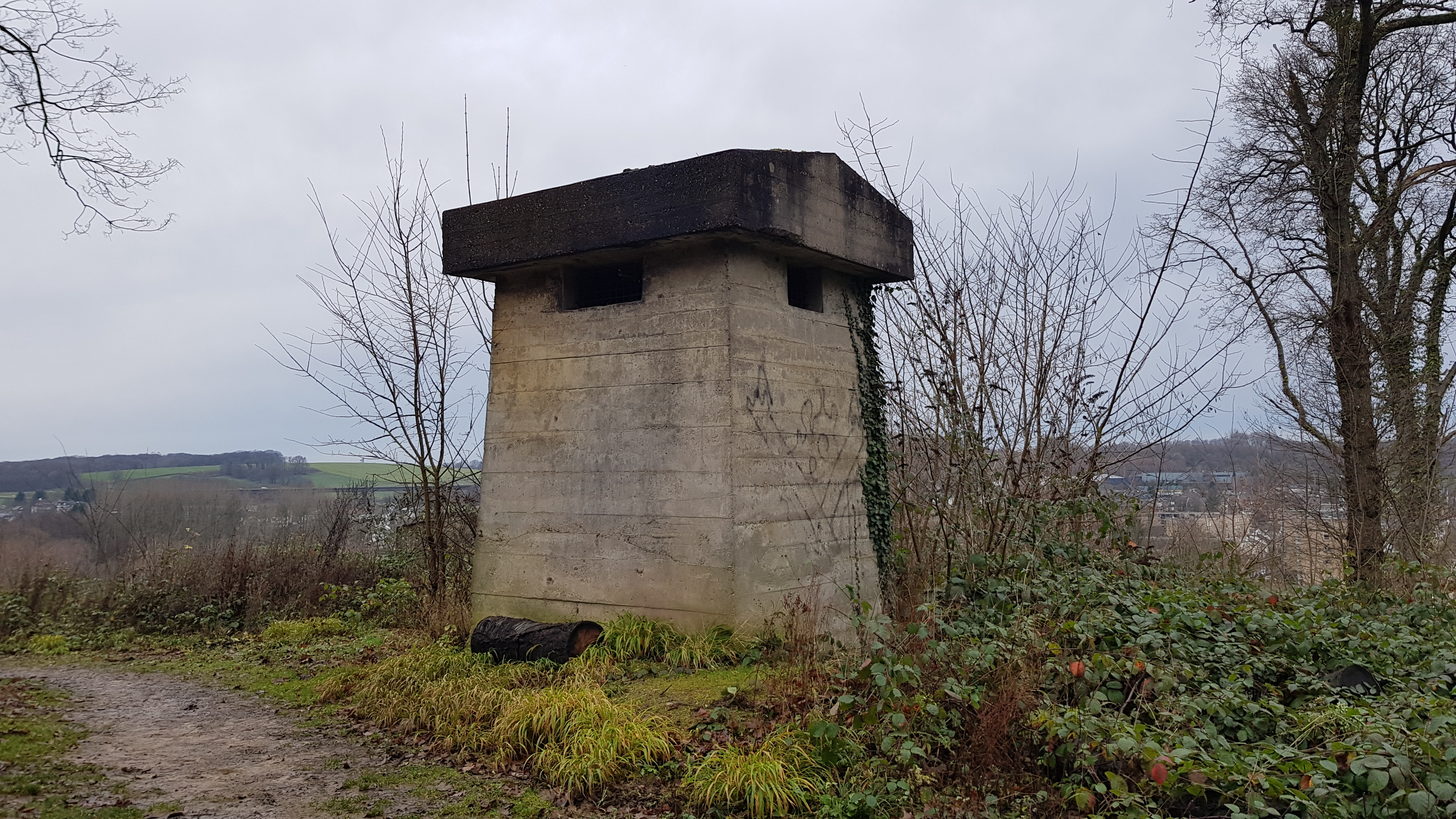
Bunker B
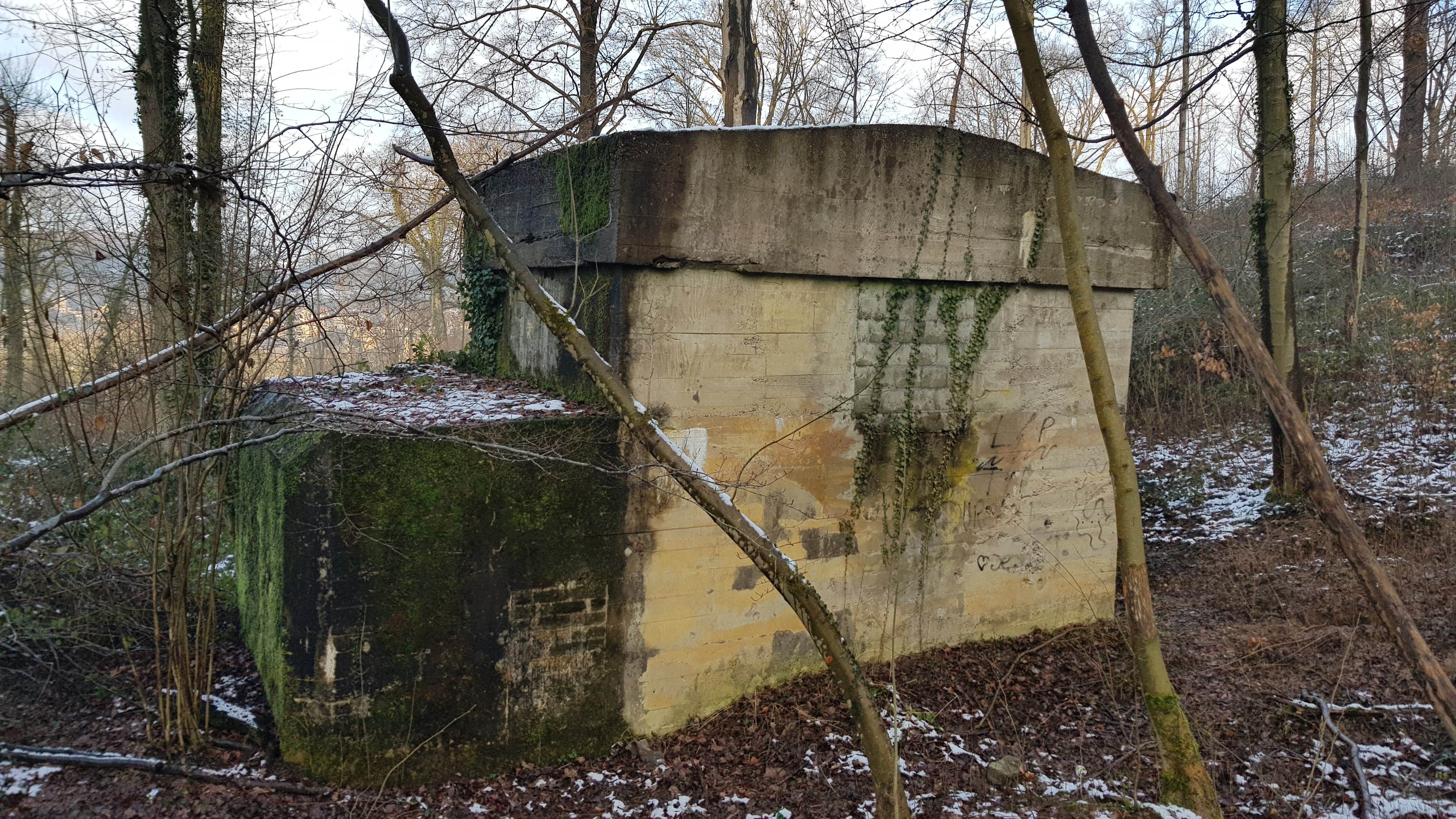
Bunker C
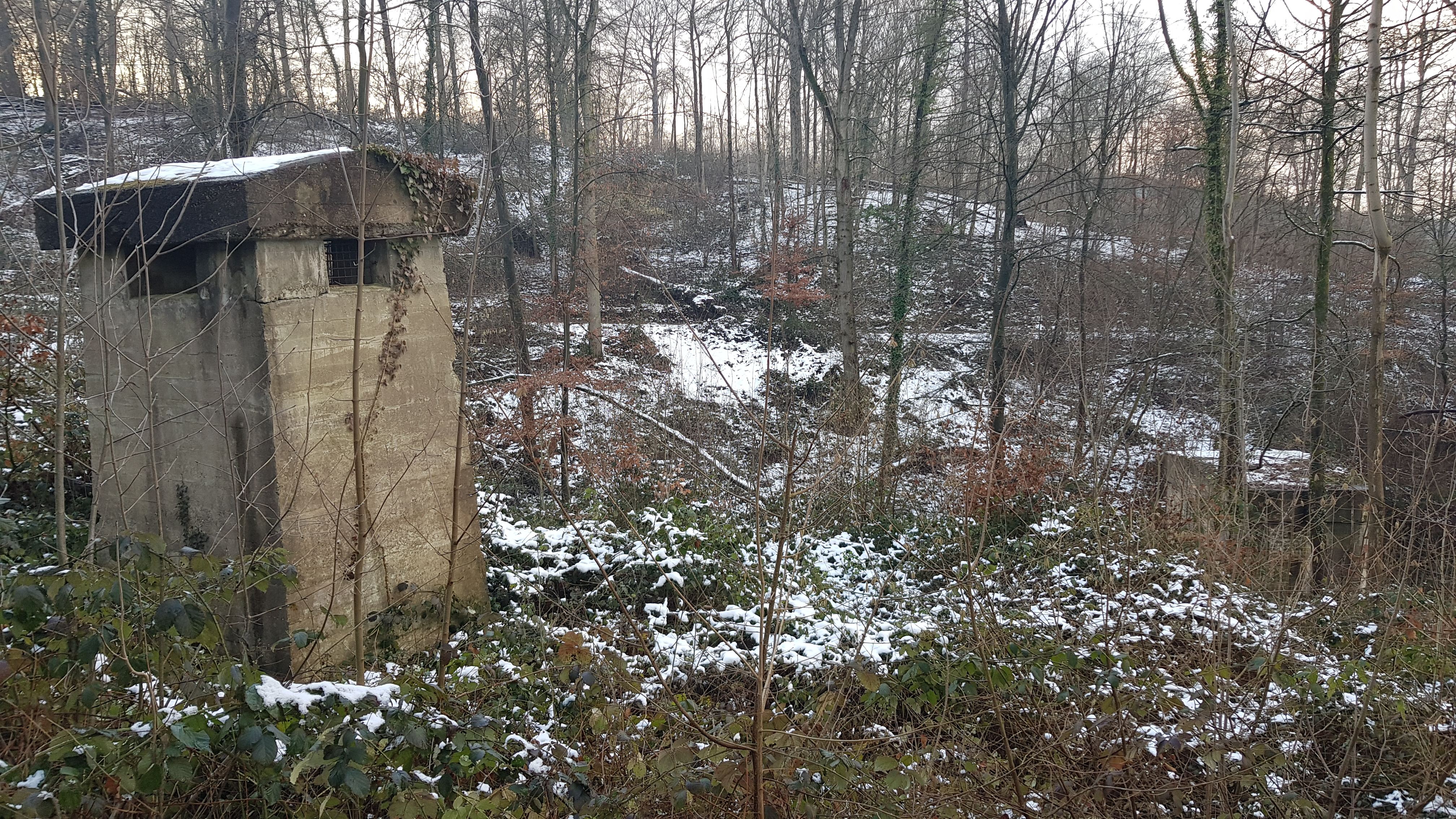
Bunkers D en C
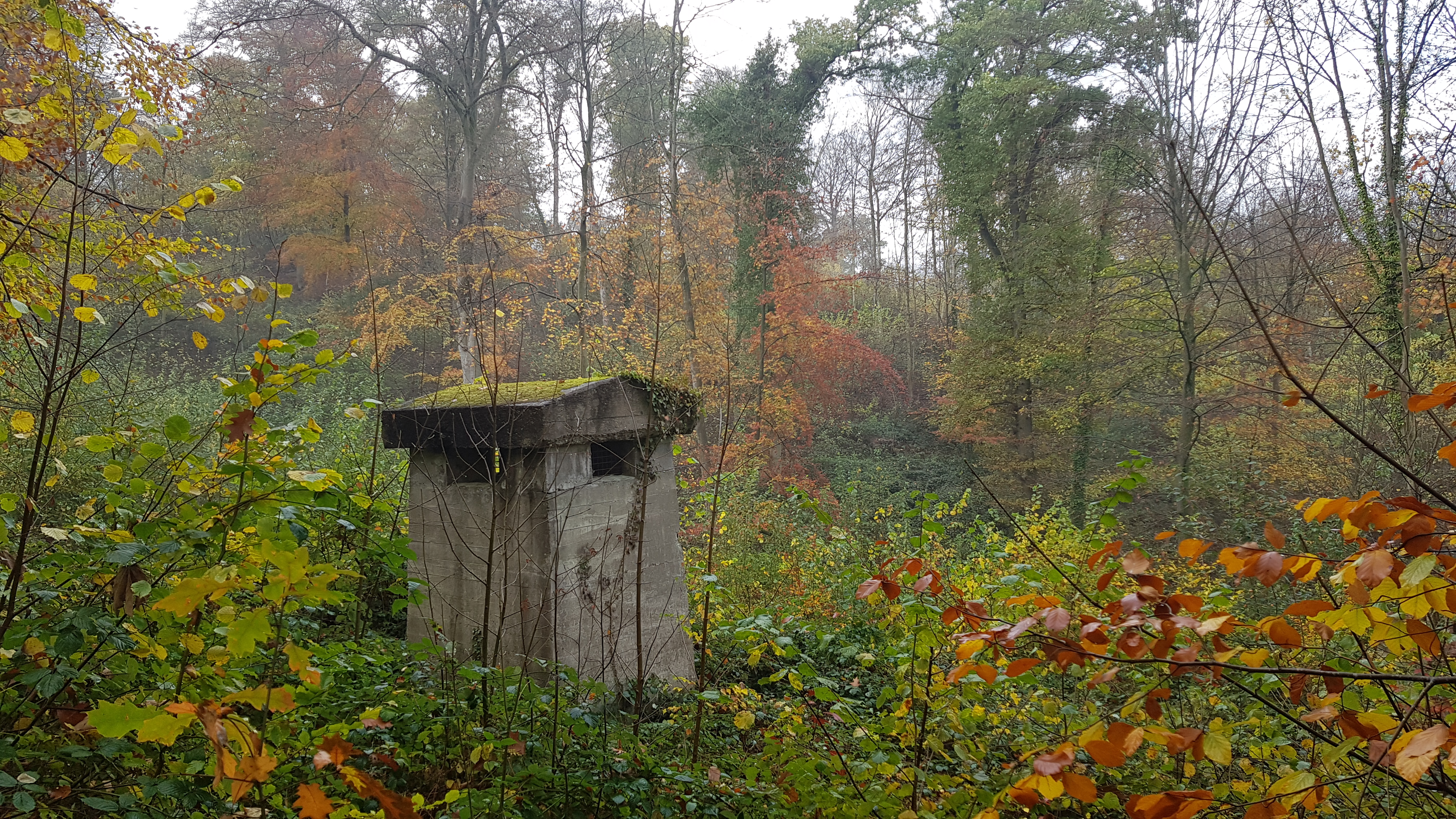
Bunker D
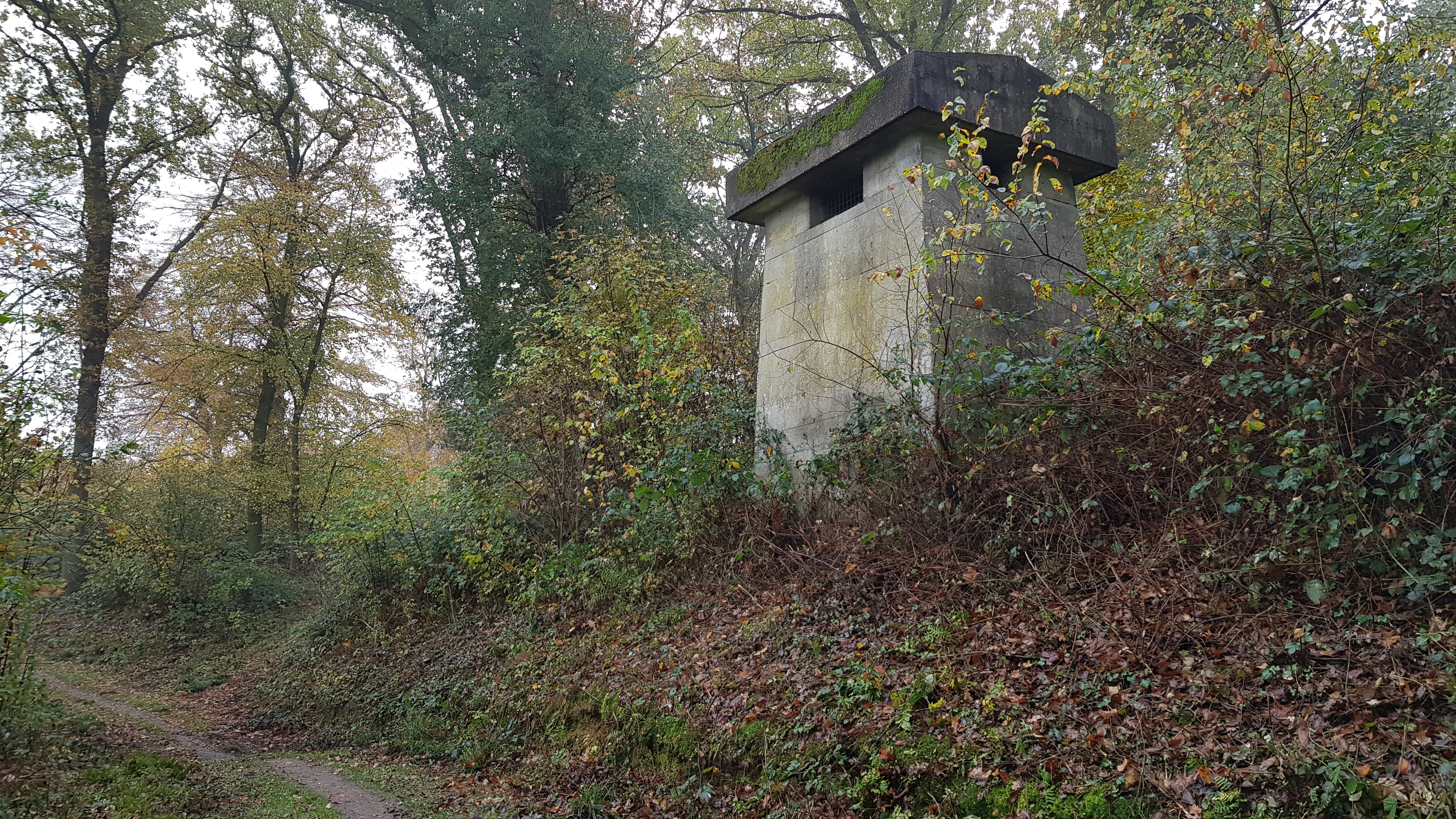
Bunker E